# 臺北遠環蚓
臺北遠環蚓又名台北遠環蚓（学名：Amynthas taipeiensis）为巨蚓科遠環蚓屬下的一个种。